# چمن‌لی پایین
چمن‌لی پایین (به لاتین: Aşağı Çəmənli) یک منطقه مسکونی در جمهوری آذربایجان است که در شهرستان بیلقان واقع شده است. چمن‌لی پایین ۱۱۴۳ نفر جمعیت دارد.